# 萨巴哈丁·阿里
萨巴哈丁·阿里（土耳其語：Sabahattin Ali，1907年2月25日—1948年4月2日），土耳其小说家、诗人、记者。1907年生于奥斯曼帝国埃格里德雷（今保加利亚境内）的一个军人家庭。1920年代末留学德国，回到土耳其后长期任职德语教师。因为作诗讽刺土耳其国父穆斯塔法·凱末爾·阿塔圖克被捕，1933年获释。1936年入伍，并于第二次世界大战中两次服役。后再度入狱，1944年获释。1948年过境保加利亚时被杀害。
阿里的作品有短篇小说集《磨坊》、《呼声》，长篇小说《我心中的魔鬼》、《孤儿优素福》等。他是土耳其最多产的现代短篇小说家之一，同情社会底层的遭遇，并持反法西斯立场。